# معارضة تدخل الولايات المتحدة في حرب فيتنام
بدأت معارضة تدخل الولايات المتحدة في حرب فيتنام بمظاهرات في عام 1964 ضد الدور المتصاعد للجيش الأمريكي في حرب فيتنام ونمت لتصبح حركة اجتماعية واسعة على مدار السنوات القليلة التالية. ساهمت هذه الحركة في تشكيل الجِدَال القوي وتوحيده، وخاصة في الولايات المتحدة، خلال النصف الثاني من سِّتِّينِيَّات القرن الماضي وبداية السَّبعينيَّات حول كيفية إنهاء الحرب.
كثيرون في حركة السلام داخل الولايات المتحدة كانوا من الطلاب أو الأمهات أو الهيبيين المعادين للمؤسسة. نمت المعارضة بمشاركة حركة الحقوق المدنيّة الأمريكيّة الأفريقيّة وتحرير المرأة وحركة الشيكانو وقطاعات العمل المنظم. جاءت مشاركة إضافية من العديد من المجموعات الأخرى، بما في ذلك المعلمين ورجال الدين والأكاديميين والصحفيين والمحامين والأطباء (مثل بنيامين سبوك)، وقدامى المحاربين. وتألفت أفعالهم بشكل رئيسي من الأحداث السلمية غير العنيفة؛ على الرغم من ذلك حدثت بعض الأحداث الاستفزازية والعنيفة عمدا. في بعض الحالات، استخدمت الشرطة أساليب عنيفة ضد المتظاهرين المسالمين. بحلول عام 1967، وفقًا لاستطلاعات الرأي التي أجرتها مؤسسة غالوب، اعتبرت غالبية متزايدة من الأميركيين أن التدخل العسكري الأمريكي في فيتنام كان خطأً، وردده بعد ذلك بعقود المسؤول عن تخطيط الحرب الأمريكية، وزير الدفاع الأمريكي السابق روبرت ماكنمارا.

## الأسباب

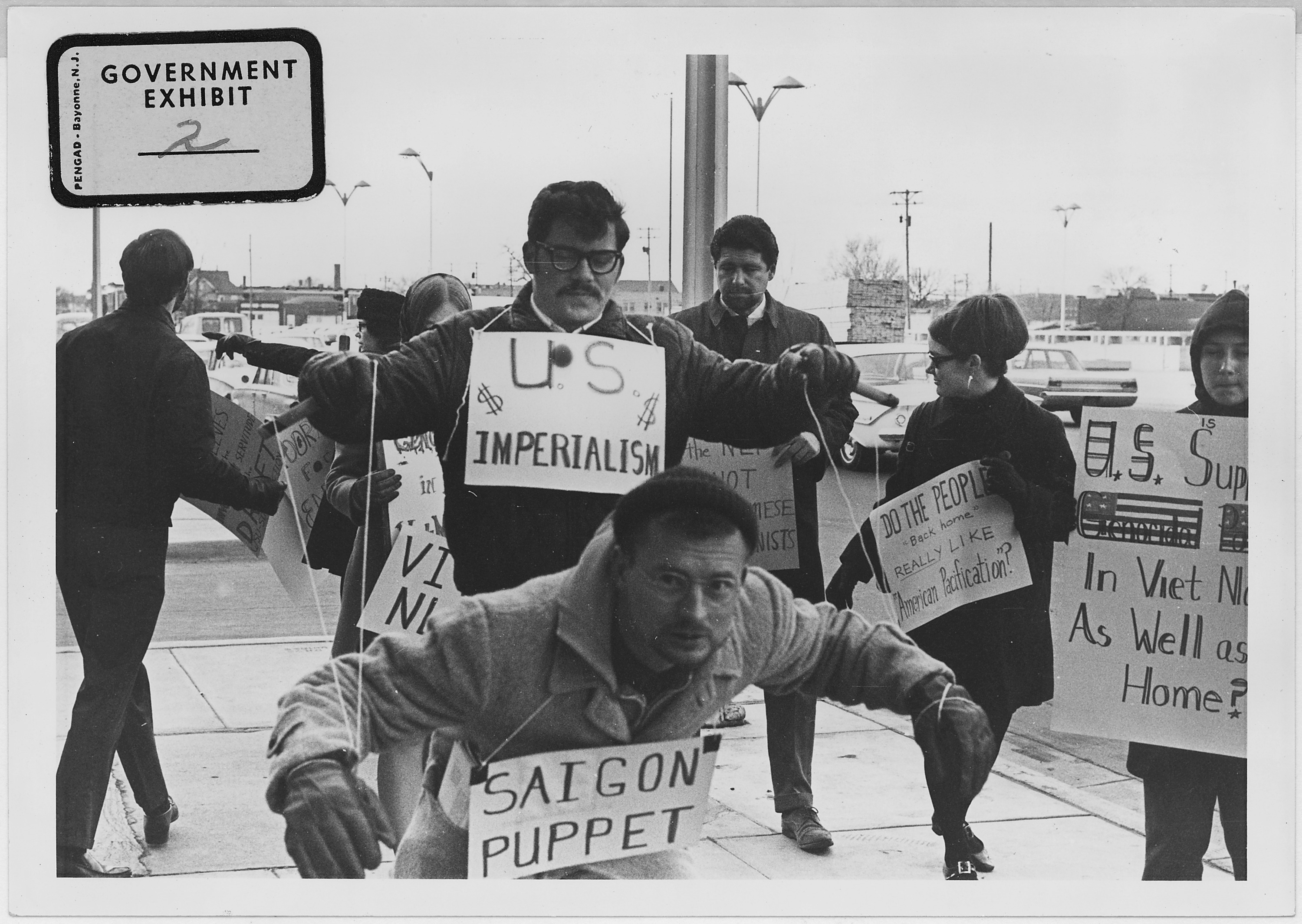
متظاهرون ضد حرب فيتنام في ويتشيتا، كنساس ،1967

نظام التجنيد الإلزامي الذي شمل بشكل أساسي الأقليات والبيض من الطبقة الوسطى والدّنْيا، قاد الكثير من الاحتجاجات بعد عام 1965. لعب معارضو الخدمة العسكرية دورًا نشطًا على الرغم من أعدادهم الصغيرة. إن الشعور السائد بأن نظام التجنيد الإلزامي كان يُدار بطريقة غير عادلة أثارَ معارضة للنظام من العمال اليدويين الامريكيين، وخاصة الأمريكيين من أصل أفريقي.
نشأت معارضة الحرب خلال فترة من النشاط الطلابي غير المسبوق، الذي أعقب حركة حرية التعبير وحركة الحقوق المدنية. حشد مشروع التجنيد مواليد فترة طفرة المواليد، الذين كانوا أكثر عرضة للخطر، لكن النظام توسع ليشمل قطاعًا متنوعًا من الأميركيين. تُعزى المعارضة المتزايدة لحرب فيتنام جزئيًا إلى زيادة الوصول إلى المعلومات غير الخاضعة للرقابة من خلال التغطية التليفزيونية المكثفة على أرض الواقع في فيتنام.
إلى جانب معارضة نظام التجنيد الإلزامي، قدم المحتجون المناهضون للحرب حججًا أخلاقية ضد تورط الولايات المتحدة في فيتنام. كانت هذه الحجة الأخلاقية المناهضة للحرب تحظى بشعبية خاصة بين طلاب الجامعات الأمريكية، الذين كانوا أكثر عرضة من الجمهور العام لاتهام الولايات المتحدة بأن لديها أهداف إمبريالية في فيتنام وانتقاد الحرب على أنها «غير أخلاقية». وفيات المدنيين، التي قللت من أهميته وسائل الإعلام الغربية أو أهملتها بالكامل، كان موضوعًا للاحتجاج عندما ظهرت أدلة فوتوغرافية عن وقوع إصابات. أثارت صورة سيئة السمعة لجنرال نوين ناك لون يقوم بإطلاق النار على إرهابي مزعوم في الأصفاد خلال هجوم التيت غضب الجمهور.
عنصر آخر من عناصر المعارضة الأمريكية للحرب كان التصور بأن التدخل الأمريكي في فيتنام، والذي قيل بأنه مقبول بسبب نظرية الدومينو وتهديد الشيوعية، لم يكن له ما يبرره قانونًا. اعتقد بعض الأمريكيين أن التهديد الشيوعي كان يستخدم كبش فداء لإخفاء النوايا الإمبريالية، وجادل آخرون بأن التدخل الأمريكي في جنوب فيتنام يتعارض مع حق تقرير مصير البلاد وشعروا أن الحرب في فيتنام كانت حربًا أهلية يجب تحدد مصير البلاد وأن أمريكا كانت مخطئة في التدخل.
كما هزت التغطية الإعلامية للحرب إيمان المواطنين في المنزل حيث جلب التلفزيون الجديد صوراً للصراع في زمن الحرب إلى طاولة المطبخ. صرح صحفيون مثل فرانك ماكجي من شبكة إن بي سي أن الحرب كانت كلها خسارة على أنها «استنتاج يمكن استخلاصه من الحقائق». لأول مرة في التاريخ الأمريكي، كان لدى وسائل الإعلام وسائل لبث صور ساحة المعركة. لقطات مصورة من الخسائر في الأخبار المسائية قضت على أي أسطورة لمجد الحرب. مع عدم وجود علامة واضحة على النصر في فيتنام، ساعدت الخسائر العسكرية الأمريكية في تحفيز معارضة الأميركيين للحرب. يتحدى نعوم تشومسكي وإدوارد هيرمان في كتابهما «تصنيع الموافقة» وجهة النظر التقليدية حول كيفية تأثير وسائل الإعلام على الحرب ويقترحان أن على وسائل الإعلام بدلاً من ذلك فرض رقابة على الصور الأكثر وحشية للقتال وموت ملايين الأبرياء.

## الاستقطاب
أصبحت الولايات المتحدة مِحْوَراً لِلاِهْتِمَامِ بسبب الحرب. جادل العديد من المؤيدين لتورط الولايات المتحدة حول ما كان يعرف باسم نظرية الدومينو، وهي نظرية اعتقدت أنه إذا سقطت دولة ما أمام الشيوعية، فمن المؤكد أن الدول المجاورة سوف تسقط كذلك، تمامًا مثل سقوط الدومينو. تم الاحتفاظ بهذه النظرية إلى حد كبير بسبب سقوط أوروبا الشرقية للشيوعية ومجال النفوذ السوفيتي بعد الحرب العالمية الثانية. ومع ذلك، أشار النقاد العسكريون للحرب إلى أن حرب فيتنام كانت سياسية وأن المهمة العسكرية تفتقر إلى أي فكرة واضحة عن كيفية تحقيق أهدافها. جادل النقاد المدنيون في الحرب بأن حكومة فيتنام الجنوبية تفتقر إلى الشرعية السياسية، أو أن الدعم للحرب كان غير أخلاقي تمامًا.
لعبت وسائل الإعلام أيضًا دورًا كبيرًا في استقطاب الرأي الأمريكي فيما يتعلق بحرب فيتنام. على سبيل المثال، في عام 1965، ركزت غالبية اهتمام وسائل الإعلام على التكتيكات العسكرية مع القليل من النقاش حول ضرورة التدخل على نطاق واسع في جنوب شرق آسيا. بعد عام 1965، غطت وسائل الإعلام المعارضة والجدل الداخلي الذي كان موجودًا داخل الولايات المتحدة، لكن معظمها استبعدت النظرة الفعلية للمعارضين والمقاومين.
أنشأت وسائل الإعلام مجالًا للخطاب العام حول جدال الحمامة مقابل الصقر. كان الحمامة ليبراليًا وناقدًا للحرب. ادعى الحمامة أن الحرب كانت حسنة النية ولكنها كانت خاطِئة بشكل كارثي في سياسة خارجية حميدة. من المهم الإشارة إلى أن الحمائم لم يشككوا في نوايا الولايات المتحدة بالتدخل في فيتنام، ولم يشككوا في أخلاقية أو حق الولايات المتحدة في التدخل. بالأحرى، ادعوا بشكل براغماتي بأن الحرب كانت خطأ. على النقيض من ذلك، قال الصقور إن الحرب كانت مشروعة ومربحة وجزءًا من السياسة الخارجية الأمريكية الحميدة. ادعى الصقور أن الانتقاد أحادي الجانب للإعلام ساهم في تراجع الدعم الشعبي للحرب وساعد الولايات المتحدة في نهاية المطاف في خسارة الحرب. كتب المؤلف ويليام ف. باكلي مرارًا وتكرارًا عن موافقته على الحرب، وأشار إلى أن «الولايات المتحدة كانت خجولة، إن لم تكن جبانة، في رفضها السعي لتحقيق» النصر «في فيتنام». ادعى الصقور أن وسائل الإعلام الليبرالية كانت مسؤولة عن الإحباط الشعبي المتزايد من الحرب ولاَمٌ وسائل الإعلام الغربية لخسارة الحرب في جنوب شرق آسيا لأن الشيوعية لم تعد تشكل تهديدًا لهم.

## لمحة تاريخية

### بداية الاحتجاجات
بدأت الاحتجاجات التي سلّطت الضوء على «المسودة» في 5 مايو 1965، إذ سار ناشطون طلاب في جامعة كاليفورنيا في بيركلي إلى هيئة التجنيد في بيركلي، ونظم أربعون طالبًا أول حادثة علنية لحرق بطاقات المسودة في الولايات المتحدة. أُحرقت تسع عشرة بطاقة أخرى في 22 مايو في مظاهرة أعقبت الحلقة الدراسية في بيركلي. لم تستهدف احتجاجات بطاقة المسودة التجنيد الإجباري بقدر ما استهدفت السلوك غير الأخلاقي للحرب.
في ذلك الوقت، لم يُجنَّد سوى عدد ضئيل من الشباب في سن التجنيد، ولكن كان لمكتب نظام الخدمة الانتقائية (هيئة المسودة) في كل منطقة سلطة تقديرية واسعة بشأن من سيجنَّد ومن سيُعفى دون إعلان مبادئ توجيهية واضحة للإعفاء. ضاعف جونسون عدد الشباب المجنَّدين شهريًا من 17,000 إلى 35,000 في أواخر يوليو 1965، ووقّع قانونًا يجرِّم حرق بطاقة التجنيد في 31 أغسطس.
في 15 أكتوبر 1965، نظم الطلاب الذين يديرون لجنة التنسيق الوطنية لإنهاء الحرب في فيتنام أول حادثة لحرق بطاقات المسودة في نيويورك ما أدى اعتقالهم بموجب القانون الجديد.
قدمت الصور المروعة للناشطَين المناهضَين للحرب اللذين أضرما النار بنفسيهما في نوفمبر 1965 صورًا أيقونية تجسد شعور بعض الناس بعدم أخلاقية الحرب. في 2 نوفمبر، أضرم عضو من الكويكرز يدعى نورمان موريسون ويبلغ من العمر 32 عامًا النار بنفسه أمام البنتاغون. في 9 نوفمبر، فعل روجر ألين لابورت -عضو في الحركة العمالية الكاثوليكية يبلغ 22 عامًا- الشيء نفسه أمام مقر الأمم المتحدة في مدينة نيويورك. كان كلا الاحتجاجين تقليدًا واعيًا للاحتجاجات البوذية السابقة (والمستمرة) في جنوب فيتنام.

### ردود فعل الحكومة
أثار تنامي الحركة المناهضة للحرب قلق الكثيرين في الحكومة الأمريكية. في 16 أغسطس 1966، بدأت لجنة الأنشطة غير الأمريكية في مجلس النواب تحقيقاتٍ مع الأمريكيين المشتبه بهم بمساعدة الجبهة الوطنية لتحرير جنوب فيتنام بنية سن تشريع يجرّم هذه الأنشطة، لكن المتظاهرين المناهضين للحرب عطّلوا الاجتماع واعتُقل 50 شخصًا.

### تغيير الرأي العام
في فبراير 1967، نشرت مجلة نيويورك ريفيو أوف بوكس مقالًا بعنوان «مسؤولية المثقفين» بقلم نعوم تشومسكي، أحد أبرز المفكرين المعارضين للحرب. ناقش تشومسكي في مقاله بأن القسط الأكبر من مسؤولية الحرب تقع على عاتق المفكرين الليبراليين والخبراء التقنيين الذين قدموا ما اعتبره تبريرًا علميًا زائفًا لسياسات الحكومة الأمريكية. اتخذت المجلتان تايم ولايف التابعتان لشركة تايم موقفًا مؤيدًا للحرب بشدة حتى أكتوبر 1967، عندما غيّر رئيس التحرير، هيدلي دونوفان، موقفه كليًا وأعلن معارضته للحرب. كتب دونوفان في إحدى المقالات الافتتاحية في مجلة لايف أن الولايات المتحدة دخلت فيتنام «لأغراض مشرفة ومعقولة»، ولكن تبين أن الحرب «أصعب وأطول وأعقد» مما كان متوقعًا. ختم دونوفان مقالته الافتتاحية بأن الحرب «لا تستحق عناء النصر»، لأن جنوب فيتنام «لم تكن ملزمة تمامًا» بالحفاظ على المصالح الأمريكية في آسيا، ما جعل «الطلب من الشباب الأمريكيين الموت في سبيلها» مستحيلًا.

### الاحتجاجات على المسودة
في عام 1967، أدى استمرار العمل بنظام التجنيد غير العادل ظاهريًا واستدعاء ما يصل إلى 40,000 رجل للتجنيد كل شهر إلى تأجيج حركة مقاومة المسودة المتصاعدة. ضمت المسودة البيض من الطبقة الوسطى، وكانت عنصرية اقتصاديًا وعرقيًا إذ أجبرت الشباب الأمريكيين من أصل أفريقي على الخدمة بمعدلات أعلى بصورة غير متناسبة مع عامة السكان. مع أن نسبة الرجال السود المؤهلين للتجنيد في عام 1967 كانت أصغر -29 بالمئة مقابل 63 بالمئة من الرجال البيض المؤهلين للتجنيد- اختير 64 بالمئة من الرجال السود للخدمة في الحرب بالتجنيد الإجباري، و 31 بالمئة فقط من الرجال البيض المؤهلين للتجنيد.
في 16 أكتوبر 1967، بدأت عمليات تسليم بطاقات المسودة في جميع أنحاء البلاد، وأُعيدت لاحقًا أكثر من 1,000 بطاقة مسودة إلى وزارة العدل كعمل من أعمال العصيان المدني. توقّع مقاومو التجنيد محاكمتهم على الفور، لكن النائب العام رمزي كلارك حاكم بدلًا منهم مجموعة من زعماء العصابة من بينهم الطبيب بنجامين سبوك وقسيس جامعة ييل وليام سلون كوفين الابن في بوسطن عام 1968. وفي أواخر ستينيات القرن العشرين، كانت ربع قضايا المحكمة تخصّ المسودة، إذ تضمنت رجالًا متهمين بالتخلّف عن الخدمة العسكرية وآخرين قدموا اعتراضات على أدائها. اتُّهم أكثر من 210,000 رجل بجرائم تتعلق بالمسودة، أدين 25,000 منهم.
بسبب الاتهامات بالإجحاف في حق المجنّدين، أنشأ الكونغرس قرعة المسودة لعام 1970، إذ حدّد تاريخُ ميلاد الشاب الخطر النسبي لتجنيده (كان تاريخ الميلاد 14 سبتمبر على رأس قائمة المسودة لعام 1970؛ في حين كان تاريخ ميلاد 9 يوليو على رأس قائمة العام التالي).

### تطورات الحرب
في 1 فبراير 1968، أُعدم نوين فان ليم -ضابط في حركة فيت كونغ- بإجراءات موجزة على يد الجنرال نوين ناك لون -رئيس الشرطة الوطنية الفيتنامية الجنوبية- للاشتباه بتورطه بمقتل مسؤولين حكوميين في فيتنام الجنوبية خلال هجوم تيت. أطلق لون النار على ليم في رأسه في شارع عام في سايغون على مرأى الصحفيين. قدمت التقارير الفيتنامية الجنوبية التبريرات بأنه ألقي القبض على ليم بالقرب من موقع خندق يحوي ما يصل إلى أربع وثلاثين جثة لضباط شرطة وأقاربهم مقيدين ومرميين بالرصاص، بعضهم كان من عائلة نائب الجنرال لون وصديقه المقرب. جسّد الإعدام صورة أيقونية وجّهت الرأي العام في الولايات المتحدة ضد الحرب.
أدت أحداث تيت في أوائل عام 1968 في مجملها دورًا ملحوظًا في تغيير الرأي العام فيما يتعلق بالحرب. صرّح المسؤولون العسكريون الأمريكيون سابقًا بأنهم مستمرون في مكافحة التمرد في جنوب فيتنام بنجاح. مع أن القوات الأمريكية وحليفاتها حققت نصرًا عظيمًا في هجوم تيت، إذ أقحمت حركةَ فيت كونغ أخيرًا في معركة مفتوحة ودمرت قوتها القتالية، فسرت وسائل الإعلام الأمريكية، من ضمنها شخصيات محترمة مثل والتر كرونكايت، أحداثًا على شاكلة الهجوم على السفارة الأمريكية في سايغون على أنه مؤشر على الضعف العسكري الأمريكي. حُجبت الانتصارات العسكرية في ساحات القتال بصور العنف المروعة على شاشات التلفزيون، وقوائم الضحايا الطويلة، والتصور الجديد لدى الشعب الأمريكي بأن الجيش لم يكن صادقًا معهم بشأن نجاح العمليات العسكرية السابقة والقدرة على تحقيق حل عسكري هادف في فيتنام.

### الانتخابات الرئاسية عام 1968
في عام 1968، بدأ الرئيس ليندون جونسون حملة إعادة انتخابه. وسعى يوجين مكارثي للترشح ضده على برنامج مناهض للحرب. لم يفز مكارثي في الانتخابات التمهيدية الأولى في نيوهامبشير، لكنه قدم أداءً جيدًا بشكل مفاجئ ضد مرشح شاغل. بعد تلقي حملة جونسون ضربة موجعة -مع عوامل أخرى- أعلن الرئيس بشكل مفاجئ في خطاب متلفز في 31 مارس أنه منسحب من السباق. وأعلن أيضًا عن بدء مفاوضات باريس للسلام مع فيتنام في ذلك الخطاب. في 4 أغسطس 1969، بدأ ممثل الولايات المتحدة هنري كيسنجر وممثل فيتنام الشمالية شوان ثوي مفاوضات سلام سرية في شقة الوسيط الفرنسي جان سانتيني في باريس.
اصطدم روبرت كينيدي مع موقف جونسون المؤيد للحرب، ودخل سباق الترشح في 16 مارس على برنامج مناهض للحرب. سعى للترشح أيضًا نائب الرئيس جونسون، هيوبرت همفري، ووعد بمواصلة دعم الحكومة الفيتنامية الجنوبية.